# Раймон Копа
Раймо́н Копа́ (фр. Raymond Kopa, при народжені Роман Копашевський; 13 жовтня 1931, Не-ле-Мін, Па-де-Кале, Франція — 3 березня 2017, Анже, Франція) — французький футболіст польського походження, нападник. Один із найкращих футболістів Європи кінця 1950-х років.

## Біографія
Роман Копашевський народився  13 жовтня 1931 року у місті Не-ле-Мін. Батько, польський шахтар, у 1920-тих роках іммігрував з Польщі до Франції, де й народився Раймон. Вже живучи у Франції батько часто брав сина із собою на роботу, де Копа-молодший виконував роботу окатчика. Одного разу, під час перебування в шахті, Раймон зазнав травми — його зачепила вагонетка з вугіллям, що зійшла з рейок. Молодший Копашевський відбувся порівняно легко — ціною втрати двох фаланг на вказівному пальці лівої руки.

### Ігрова кар'єра

#### Клубна кар'єра
В 11 років Раймона було зараховано до дитячої команди. Його першим клубом став місцевий «Не-ле-Мін», гравцем якого він став у 1948 році. Через рік Копашевський підписав свій перший професійний контракт — з клубом «Анже». Саме в той час Копашевський змінив прізвище на Копа, а ім'я на Раймон. У 1951 році Копа перейшов до «Реймса». За короткий час став одним з головних виконавців команди, отримав виклик спочатку до молодіжної, а потім і до національної збірної Франції. У 1953 та 1956 роках став чемпіоном Франції, а у 1956 також став фіналістом Кубку чемпіонів, в фіналі турніру програвши мадридському «Реалу».
Влітку 1956 року Раймон Копа став гравцем «Реалу». В столиці Іспанії провів 3 роки, кожного року виграючи Кубок чемпіонів. Також у сезонах 1956/57 та 1957/58 став чемпіоном Іспанії. У 1956 та 1957 роках Копа отримав «Бронзовий м'яч», у 1958 році «Золотий м'яч», у 1959 — «Срібний». Саме під час виступів за «Реал» Копа отримав світову славу та статус одного з кращих футбоістів Європи.
У 1959 році Раймон повернувся до «Реймса», у складі якого грав ще 8 років та 2 рази став чемпіоном Франції. У 1967 Копа заверши ігрову кар'єру.
У 1970 році, Копа ненадовго повернувся до гри, щоб допомогти «Реймсу» закріпитися у вищому дивізіоні Франції, зігравши за команду кілька матчів.

### Кар'єра в збірній
У 1952 році Раймон Копа провів по 1 матчу за другу та молодіжну збірну Франції. За національну команду дебютував 5 жовтня 1952 року у матчі з Об'єднаною командою Німеччини в Парижі — 3:1.
11 листопада 1962 він провів свій останній 45-й матч (18 голів) у складі збірної Франції проти збірної Угорщини в Парижі (2:3), в 1963-му виступив за збірну світу проти Англії.

### Післяігрова діяльність
У 1968 році Копа увійшов до Ради директорів «Реймса», через рік став членом федеральної ради Французької федерації футболу. На початку 1970-х Копа був обраний почесним президентом клубу «Анже», в 1972 році вийшла його книга «Мій футбол».
В останні роки життя Копа активно займався благоустроєм власного саду.

### Смерть
26 лютого 2017 року Раймон Копа був екстернно госпіталізований. 3 березня о 8:15 за місцевим часом він помер.

## Досягнення
- Чемпіон Франції: 1952-1953, 1954-1955, 1959-1960, 1961-1962
- Володар Суперкубка Франції: 1955, 1960, 1966
- Чемпіон Іспанії: 1956-1957, 1957-1958
- Володар Кубка європейських чемпіонів (3): 1956-1957, 1957-1958, 1958-1959
- Фіналіст Кубка європейських чемпіонів: 1955-1956
- Володар Латинського кубка: 1953 («Реймс»), 1957 («Реал»)
- Фіналіст Латинського кубка: 1955
- Бронзовий призер чемпіонату світу: 1958
- Володар «Золотого м'яча» найкращого футболіста Європи 1958 (за версією журналу «France Football»)
- Володар «Срібного м'яча»: 1959 (за версією журналу «France Football»)
- Володар «Бронзового м'яча»: 1956, 1957 роки (за версією журналу «France Football»)
- Французький футболіст року: 1960
- Нагороджений орденом Почесного легіону 30 листопада 1970 року (перший футболіст, нагороджений цим орденом)
- Увійшов до списку «ФІФА 100»

## Статистика виступів

### Статистика клубних виступів
| Сезон                   | Клуб                    | Чемпіонат               | Чемпіонат | Чемпіонат | Національний кубок | Національний кубок | Національний кубок | Континентальні кубки | Континентальні кубки | Континентальні кубки | Усього | Усього |
| Сезон                   | Клуб                    | Ліга                    | Ігор      | Голів     | Ліга               | Ігор               | Голів              | Ліга                 | Ігор                 | Голів                | Ігор   | Голів  |
| ----------------------- | ----------------------- | ----------------------- | --------- | --------- | ------------------ | ------------------ | ------------------ | -------------------- | -------------------- | -------------------- | ------ | ------ |
| 1949–50                 | «Анже»                  | Д2                      | 30        | 7         | -                  | -                  | -                  | -                    | -                    | -                    | 30     | 7      |
| 1950–51                 | «Анже»                  | Д2                      | 30        | 8         | -                  | -                  | -                  | -                    | -                    | -                    | 30     | 8      |
| Усього за «Анже»        | Усього за «Анже»        | Усього за «Анже»        | 60        | 15        |                    |                    |                    |                      |                      |                      | 60     | 15     |
| 1951–52                 | «Реймс»                 | Д1                      | 33        | 8         | -                  | -                  | -                  | -                    | -                    | -                    | 33     | 8      |
| 1952–53                 | «Реймс»                 | Д1                      | 33        | 13        | КФ                 | 1                  | 0                  | -                    | -                    | -                    | 34     | 13     |
| 1953–54                 | «Реймс»                 | Д1                      | 31        | 11        | КФ                 | 4                  | 2                  | -                    | -                    | -                    | 35     | 13     |
| 1954–55                 | «Реймс»                 | Д1                      | 31        | 11        | КФ                 | 4                  | 0+0                | -                    | -                    | -                    | 35     | 11     |
| 1955–56                 | «Реймс»                 | Д1                      | 30        | 5         | КФ                 | 5                  | 4                  | КЧ                   | 7                    | 0                    | 42     | 9      |
| 1956–57                 | «Реал Мадрид»           | ПД                      | 22        | 6         | -                  | -                  | -                  | КЧ                   | 8                    | 2                    | 30     | 8      |
| 1957–58                 | «Реал Мадрид»           | ПД                      | 27        | 8         | -                  | –                  | –                  | КЧ                   | 7                    | 3                    | 34     | 11     |
| 1958–59                 | «Реал Мадрид»           | ПД                      | 30        | 10        | –                  | –                  | –                  | КЧ                   | 7                    | 1                    | 37     | 11     |
| Усього за «Реал Мадрид» | Усього за «Реал Мадрид» | Усього за «Реал Мадрид» | 79        | 24        |                    |                    |                    |                      | 22                   | 6                    | 101    | 30     |
| 1959–60                 | «Реймс»                 | Д1                      | 36        | 14        | КФ                 | 5                  | 1                  | -                    | -                    | -                    | 41     | 15     |
| 1960–61                 | «Реймс»                 | Д1                      | 30        | 5         | КФ+СФ              | 4+1                | 2+0                | КЧ                   | 1                    | 0                    | 36     | 7      |
| 1961–62                 | «Реймс»                 | Д1                      | 30        | 2         | КФ                 | 5                  | 2                  | -                    | -                    | -                    | 35     | 7      |
| 1962–63                 | «Реймс»                 | Д1                      | 34        | 1         | КФ+СФ              | 4+1                | 1+1                | КЧ                   | 4                    | 2                    | 43     | 5      |
| 1963–64                 | «Реймс»                 | Д1                      | 25        | 5         | КФ                 | 4                  | 0                  | -                    | -                    | -                    | 29     | 5      |
| 1964–65                 | «Реймс»                 | Д2                      | 29        | 3         | КФ                 | 2                  | 0                  | -                    | -                    | -                    | 31     | 3      |
| 1965–66                 | «Реймс»                 | Д2                      | 27        | 3         | КФ                 | 6                  | 1                  | -                    | -                    | -                    | 33     | 4      |
| 1966–67                 | «Реймс»                 | Д1                      | 33        | 3         | КФ+СФ              | 2+1                | 1+0                | -                    | -                    | -                    | 36     | 4      |
| Усього за «Реймс»       | Усього за «Реймс»       | Усього за «Реймс»       | 402       | 84        |                    | 49                 | 15                 |                      | 12                   | 2                    | 463    | 104    |
| Усього за               | Усього за               | Усього за               | 541       | 123       |                    | 49                 | 15                 |                      | 27                   | 8                    | 617    | 149    |

### Статистика виступів за збірну
| Дата       | Місто         | Господарі  | Результат | Гості             | Турнір            | Голи | Примітки |
| ---------- | ------------- | ---------- | --------- | ----------------- | ----------------- | ---- | -------- |
| 5-10-1952  | Коломб        | Франція    | 3 – 1     | ФРН               | товариський матч  | -    |          |
| 19-10-1952 | Відень        | Австрія    | 1 – 2     | Франція           | товариський матч  | -    |          |
| 11-11-1952 | Коломб        | Франція    | 3 – 1     | Північна Ірландія | товариський матч  | 2    |          |
| 16-11-1952 | Дублін        | Ірландія   | 1 – 1     | Франція           | товариський матч  | -    |          |
| 25-12-1952 | Коломб        | Франція    | 0 – 1     | Бельгія           | товариський матч  | -    |          |
| 14-5-1953  | Коломб        | Франція    | 6 – 1     | Уельс             | товариський матч  | 2    |          |
| 11-6-1953  | Стокгольм     | Швеція     | 1 – 0     | Франція           | товариський матч  | -    |          |
| 20-9-1953  | Люксембург    | Люксембург | 1 – 6     | Франція           | Відбір до ЧС 1954 | 1    |          |
| 4-10-1953  | Дублін        | Ірландія   | 3 – 5     | Франція           | Відбір до ЧС 1954 | -    |          |
| 18-10-1953 | Загреб        | Югославія  | 3 – 1     | Франція           | товариський матч  | -    |          |
| 11-11-1953 | Коломб        | Франція    | 2 – 4     | Швейцарія         | товариський матч  | -    |          |
| 11-4-1954  | Коломб        | Франція    | 1 – 3     | Італія            | товариський матч  | -    |          |
| 30-5-1954  | Брюссель      | Бельгія    | 3 – 3     | Франція           | товариський матч  | 1    |          |
| 16-6-1954  | Лозанна       | Югославія  | 1 – 0     | Франція           | ЧС 1954           | -    |          |
| 19-6-1954  | Женева        | Франція    | 3 – 2     | Мексика           | ЧС 1954           | 1    |          |
| 16-10-1954 | Ганновер      | ФРН        | 1 – 3     | Франція           | товариський матч  | -    |          |
| 11-11-1954 | Коломб        | Франція    | 2 – 2     | Бельгія           | товариський матч  | 2    |          |
| 17-4-1955  | Мадрид        | Іспанія    | 1 – 2     | Франція           | товариський матч  | 1    |          |
| 15-5-1955  | Коломб        | Франція    | 1 – 0     | Англія            | товариський матч  | 1    |          |
| 9-10-1955  | Базель        | Швейцарія  | 1 – 2     | Франція           | товариський матч  | 1    |          |
| 23-10-1955 | Москва        | СРСР       | 2 – 2     | Франція           | товариський матч  | 1    |          |
| 11-11-1955 | Коломб        | Франція    | 1 – 1     | Югославія         | товариський матч  | -    |          |
| 25-12-1955 | Брюссель      | Бельгія    | 2 – 1     | Франція           | товариський матч  | -    |          |
| 15-2-1956  | Болонья       | Італія     | 2 – 0     | Франція           | товариський матч  | -    |          |
| 8-6-1958   | Норрчепінг    | Франція    | 7 – 3     | Парагвай          | ЧС 1958           | 1    |          |
| 11-6-1958  | Вестерос      | Югославія  | 3 – 2     | Франція           | ЧС 1958           | -    |          |
| 15-6-1958  | Еребру        | Франція    | 2 – 1     | Шотландія         | ЧС 1958           | 1    |          |
| 19-6-1958  | Норрчепінг    | Франція    | 4 – 0     | Північна Ірландія | ЧС 1958           | -    |          |
| 24-6-1958  | Стокгольм     | Бразилія   | 5 – 2     | Франція           | ЧС 1958           | -    |          |
| 28-6-1958  | Гетеборг      | Франція    | 6 – 3     | ФРН               | ЧС 1958           | 1    |          |
| 1-10-1958  | Париж         | Франція    | 7 – 1     | Греція            | Відбір до ЧЄ 1960 | 1    |          |
| 11-10-1959 | Софія (місто) | Болгарія   | 1 – 0     | Франція           | товариський матч  | -    |          |
| 11-11-1959 | Коломб        | Франція    | 5 – 3     | Португалія        | товариський матч  | -    |          |
| 13-12-1959 | Коломб        | Франція    | 5 – 2     | Австрія           | Відбір до ЧЄ 1960 | -    |          |
| 17-12-1959 | Париж         | Франція    | 4 – 3     | Іспанія           | товариський матч  | -    |          |
| 28-2-1960  | Брюссель      | Бельгія    | 1 – 0     | Франція           | товариський матч  | -    |          |
| 27-3-1960  | Відень        | Австрія    | 2 – 4     | Франція           | Відбір до ЧЄ 1960 | 1    |          |
| 30-10-1960 | Стокгольм     | Швеція     | 1 – 0     | Франція           | товариський матч  | -    |          |
| 15-3-1961  | Париж         | Франція    | 1 – 1     | Бельгія           | товариський матч  | -    |          |
| 2-4-1961   | Мадрид        | Іспанія    | 2 – 0     | Франція           | товариський матч  | -    |          |
| 18-10-1961 | Брюссель      | Бельгія    | 3 – 0     | Франція           | товариський матч  | -    |          |
| 11-4-1962  | Париж         | Франція    | 1 – 3     | Польща            | товариський матч  | -    |          |
| 5-5-1962   | Флоренція     | Італія     | 2 – 1     | Франція           | товариський матч  | -    |          |
| 3-10-1962  | Шеффілд       | Англія     | 1 – 1     | Франція           | Відбір до ЧЄ 1964 | -    |          |
| 11-11-1962 | Коломб        | Франція    | 2 – 3     | Угорщина          | товариський матч  | -    |          |
| Усього     |               | Матчів     | 45        |                   | Голів             | 18   |          |